# Ciparisso
Ciparisso (em grego clássico: κυπάρισσος; romaniz.: cyparissus), (em latim: Cupressus, trad. "cipreste"), na mitologia grega, na ilha de Quios é um jovem rapaz, filho de Télefo e descendente de Héracles. Embora o contexto mítico e a configuração sejam helênicas, o personagem é essencialmente conhecido da literatura latina helenizada e de afrescos de Pompeia.
Apolo deu ao rapaz um cervo manso como companheiro, mas Ciparisso acidentalmente o matou com um dardo, enquanto o animal dormia no mato. Dar de presente a presa de um caçador é um tipo de iniciação na esfera da caça, uma preparação supervisionada para as artes varonis da guerra e um campo de teste do comportamento (Koch-Harnack 1983). A mansidão do veado pode ser puramente ovidiana. Em uma reversão tardia do papel tradicional do menino, talvez uma interpretação aplicada por Ovídio, Ciparisso pede a Apolo para deixar suas lágrimas cairem para sempre. Apolo transforma o triste rapaz em um cipreste, cuja seiva forma gotas semelhantes a lágrimas no tronco. O cipreste era uma das árvores que se encantavam com a música de Orfeu.
De acordo com uma tradição diferente, Ciparisso era filho de Orcômeno, o irmão de Mínias, e fundador mítico de Kypárissos na Fócida, que mais tarde foi chamada Anticira. Sérvio, em comentário sobre as Geórgicas de Virgílio (1.20) explica a associação virgiliana de Silvano com o cipreste com uma narrativa da paixão do deus por Cupressus: após Silvano ter matado acidentalmente o veado de estimação do rapaz, Cupressus morreu de desgosto e foi transformado em um cipreste, do qual Silvano transportava um ramo. Peter Dorcey observa que Sérvio simplesmente aplicara a Silvano o episódio de Ciparisso narrado por Ovídio, observando, de passagem, o tema comum no folclore antigo e moderno de um homem transmutado em uma forma vegetal.

## Na botânica
A palavra Cupressus tem sido usada para descrever um gênero de ciprestes, descrito pela primeira vez no século XVIII pelo biólogo sueco Lineu. Nos tempos modernos, há um debate taxonômico sobre quais as espécies devem ser mantidas no gênero Cupressus.